# Franklin Sumner Earle
Franklin Sumner Earle (ur. 4 września 1856 w Dwight, zm. 31 stycznia 1929 na Kubie) – amerykański mykolog i fitopatolog. Specjalizował się w chorobach trzciny cukrowej.

## Życiorys
Franklin Sumner Earle urodził się w Dwight w stanie Illinois w USA. Studiował na Uniwersytecie Illinois pod kierunkiem Thomasa J. Burrilla, ale nie uzyskał dyplomu. W latach 1892–95 pracował w Mississippi Agriculture Experiment Station jako asystent patologa odpowiedzialnego za mykologiczną część zielnika Departamentu Rolnictwa Stanów Zjednoczonych, a w latach 1895–1900 jako biolog i ogrodnik w Alabama Agriculture Experiment Station. W 1902 roku objął stanowisko nauczyciela botaniki w Alabama Polytechnic Institute, gdzie otrzymał honorowy tytuł magistra. W 1901 roku zatrudnił się w nowojorskim ogrodzie botanicznym (NYBG), gdzie przez trzy lata pracował jako zastępca kuratora odpowiedzialnego za kolekcje mykologiczne. W 1886 r. ożenił się z Susan B. Skeham. Mieli dwoje dzieci.

## Praca naukowa
Podczas swojej kariery jako pierwszy pełnoetatowy mykolog NYBG opublikował Rodzaje północnoamerykańskich grzybów blaszkowych. Była to ważna praca, w której taksonomia zgodna była z Amerykańskim Kodeksem Nomenklatury. W 1904 roku został dyrektorem Estacion Agronomica w Santiago de las Vegas na Kubie. Niedługo potem jako konsultant biznesowy rozpoczął uprawę owoców w Herradura na Kubie na farmie, którą prowadził do końca życia. Jego praca skupiała się trzcinie cukrowej. Opracował odmianę trzciny cukrowej odporną na wirusową mozaikę i wniósł wiele wkładu w rozwój uprawy tej rośliny. Wśród wielu jego publikacji ważnym dziełem była opublikowana w 1929 r. praca Trzcina cukrowa i jej uprawa.
W naukowych nazwach utworzonych przez niego taksonów dodawane jest jego nazwisko Earle.